# Konstantín Khrabtsov
Konstantín Leonídovitx Khrabtsov (Константин Леонидович Храбцов) (Moscou, 9 de maig de 1959) va ser un ciclista rus que fou professional entre 1989 i 1995. Va destacar en el ciclisme en pista, on va guanyar un Campionat del món de persecució per equips, representant la Unió Soviètica. També va participar en nombroses curses de sis dies.

## Palmarès en pista
- 1982
  -  Campió del món de persecució per equips (amb Alexandre Krasnov, Valeri Movchan i Sergeï Nikitenko)
  -  Campió de l'URSS en Persecució per equips
- 1987
  -  Campió de l'URSS en Quilòmetre
- 1990
  - Campió d'Europa en Òmnium Endurance
- 1991
  - 1r als Sis dies de Moscou (amb Marat Ganéiev)
- 1993
  - 1r als Sis dies d'Anvers (amb Etienne De Wilde)